# Động cơ V8

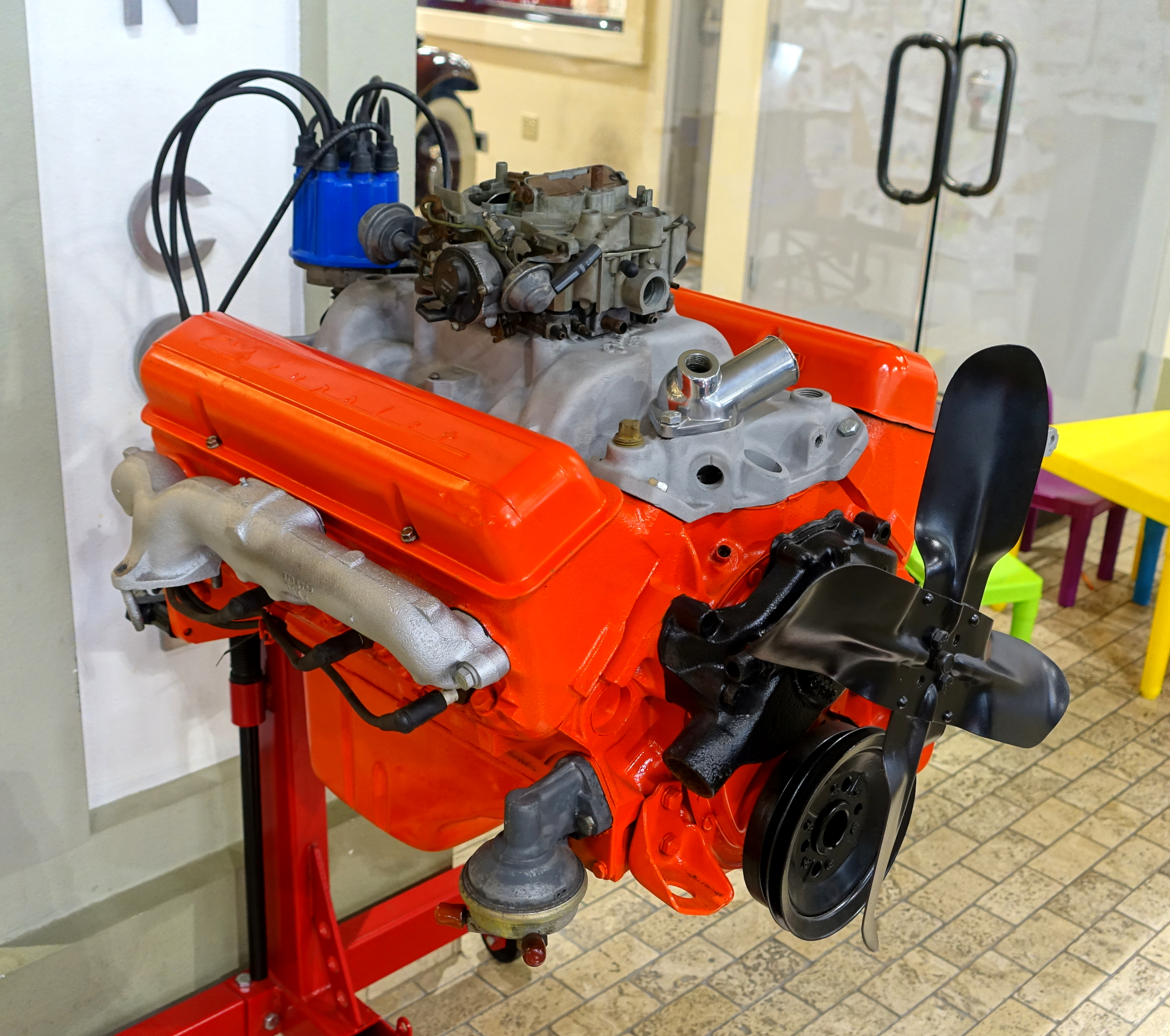
Động cơ khối nhỏ của Chevrolet, sản xuất từ 1954-2003

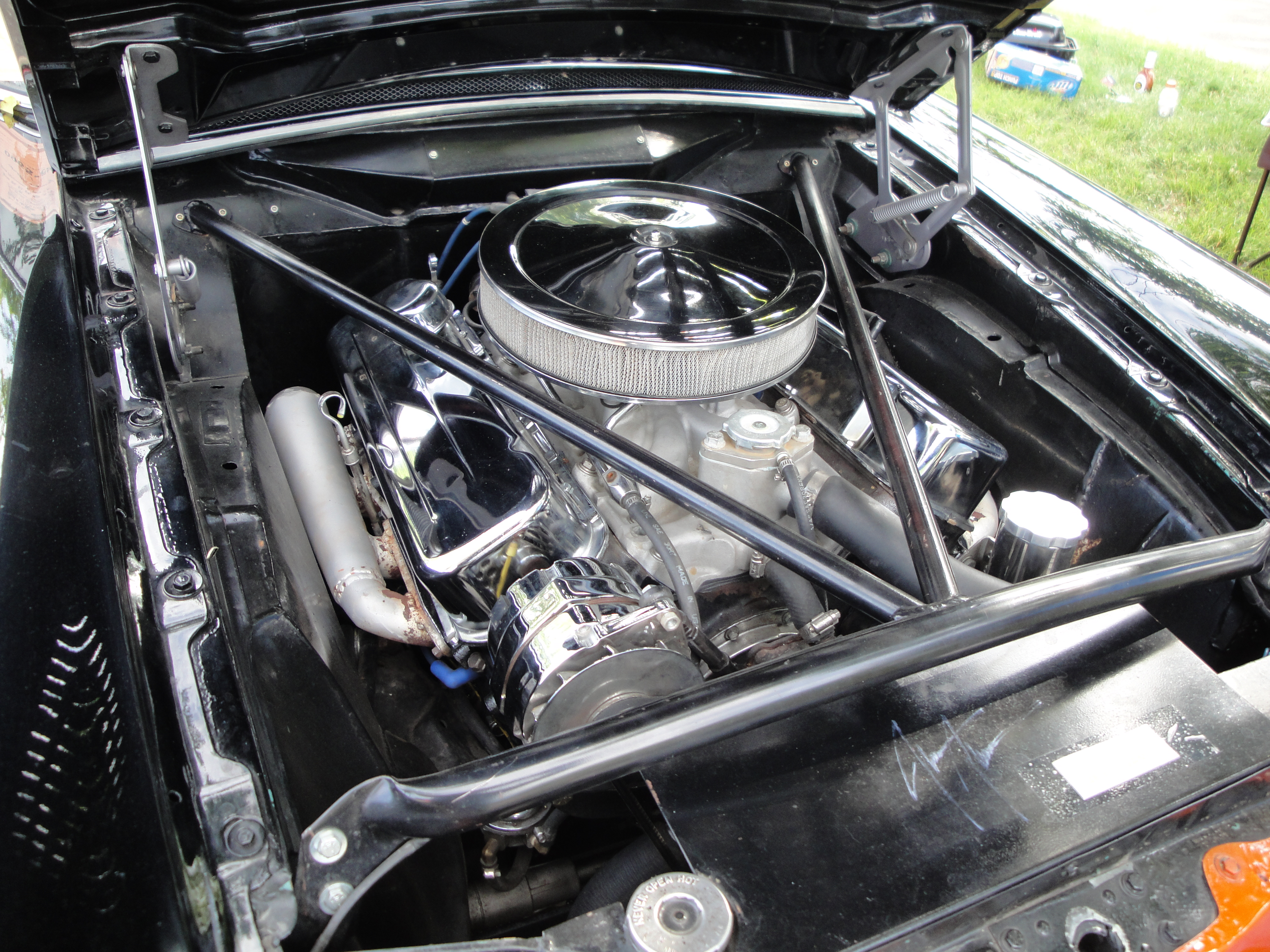
Động cơ AMC V8, được sản xuất từ 1956-1991

Động cơ V8 là một động cơ piston tám xi lanh trong đó các xi lanh chia sẻ một trục khuỷu chung và được sắp xếp theo cấu hình chữ V. 
Động cơ V8 hoạt động đầu tiên được biết đến được công ty Antoinette của Pháp sản xuất vào năm 1904 để cho máy bay, và động cơ Cadillac L-Head 1914-1935 được coi là động cơ V8 ô tô đầu tiên được sản xuất với số lượng đáng kể. Sự phổ biến của động cơ V8 trong xe hơi đã tăng lên rất nhiều sau khi Ford Flathead V8 ra mắt năm 1932.

## Thiết kế

### Góc chữ V

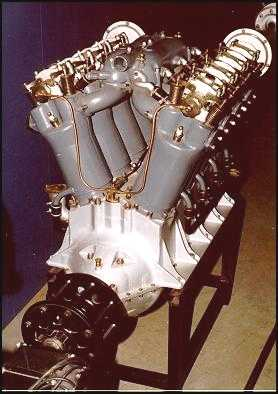
1917 Liberty L-8 - động cơ máy bay có góc V 45 °

Phần lớn các động cơ V8 sử dụng góc V (góc giữa hai bờ của xi lanh) là 90 độ. Góc này khiến cân bằng động cơ tốt dẫn đến độ rung thấp, tuy nhiên nhược điểm là chiều rộng lớn hơn các động cơ V8 sử dụng góc V nhỏ hơn.
Động cơ V8 với góc V 60 độ đã được sử dụng trong Ford Taurus SHO 1996-1999, Volvo XC90 2005-2011 và Volvo S80 2006-2009. Động cơ Ford sử dụng góc V 60 độ vì nó dựa trên động cơ V6 với góc V 60 độ. Cả hai động cơ Ford và Volvo đều được sử dụng trong khung động cơ ngang được thiết kế để bố trí ổ bánh trước (với hệ thống dẫn động bốn bánh theo yêu cầu trong trường hợp của Volvos). Để giảm các rung động gây ra bởi góc V 60 độ không cân bằng, các động cơ Volvo đã sử dụng trục cân bằng và trục khuỷu lệch. Động cơ xe tăng Rolls-Royce Meteorite cũng sử dụng góc V 60 độ, vì nó được lấy từ động cơ Rolls-Royce Merlin V12 60 độ.
Các số đo góc V khác đôi khi cũng được sử dụng. Lancia Trikappa, Lancia Dilambda và Lancia Astura, được sản xuất từ năm 1922-1939, sử dụng động cơ V8 góc hẹp (dựa trên động cơ Lancia V4) với góc V là 14 độ24 độ. Những chiếc xe đua bốn bánh 1932 Miller sử dụng động cơ V8 với góc V 45 độ. Các phiên bản 8 xi-lanh của động cơ đầu máy diesel diesel 1945-1966 EMD 567 cũng sử dụng góc V 45 độ.

## Danh sách
- Chrysler Valiant (AP6)
- Cadillac Eldorado